# Lebanon, Illinois
Lebanon là một thành phố thuộc quận St. Clair, tiểu bang Illinois, Hoa Kỳ. Năm 2010, dân số của thành phố này là 4418 người.

## Dân số
Dân số qua các năm:
- Năm 2000: 3523 người.
- Năm 2010: 4418 người.